# Чоловіча гімназія (Пирятин)
50°14′36″ пн. ш. 32°30′37″ сх. д. / 50.243361° пн. ш. 32.510262° сх. д.
Чоловіча гімназія в Пірятині — освітній заклад, який був відкритий в 1912 році в місті Пирятині Полтавської губернії. З 1914 по 1917 гімназія розташовувалася в будинку, будівництвом якого займався повітовий архітектор Хітрін. Будівля розташована на вулиці Європейська, 4. До 2016 року в ньому діяла Пірятинська філія приватного вищого навчального закладу «Європейський університет».

## Історія
7 вересня 1907 року чергові земські збори під час засідання розглянули заяву І. В. Волошина про створення чоловічої гімназії у Пирятині. Але в цей час губернська присутність у справах земських та міських вилучила кредит із земського кошторису у розмірі 8 тисяч рублів. Сума була призначена для будівництва чоловічої гімназії.
1 березня 1909 року в Пирятині була скликана приватна нарада, на якій були присутні відомі, авторитетні та шановні городяни з метою створення у місті чоловічої гімназії. Насамперед потрібно було встановити точну кількість бажаючих навчатися у чоловічій гімназії — для цього було організовано збирання заяв від батьків майбутніх учнів. У газетах Києва та Москви публікувалися оголошення про пошук керівника гімназії. Станом на 15 березня 1909 року від батьків надійшло 107 заяв. Усього гімназія була розрахована на 131 місце.
23 травня 1909 року полтавський губернатор затвердив Статут товариства для влаштування та утримання в Пирятині класичної гімназії. Головною метою цього товариства було заснування в Пирятині класичної гімназії, у якій могли б навчатися хлопчики, незалежно від віросповідання чи національності. Жителі Пирятина хотіли, щоб у гімназії могли навчатися всі охочі, а не тільки сини заможних батьків, і просили про це владу.
Спочатку піклувальник Київського навчального округу П. Зілов відхилив прохання про відкриття гімназії, оскільки вона походила від приватних осіб. Але пізніше, 22 березня 1912 року він дав дозвіл, щоб чоловіча гімназія в Пирятині була відкрита в 1912—1913 навчальному році.
З 1912 до 1914 року для функціонування гімназії орендували будинок. Будівництвом власного приміщення для гімназії зайнявся повітовий архітектор Хітрін. У цьому будинку гімназія перебувала з 1914 до 1917 року. У 1940-х роках ці приміщення нацисти використовували як шпиталь. В наш час тут діє Пірятинський філіал Європейського університету.